# Inchkeith
Inchkeith är en ö i Storbritannien.   Den ligger i kommunen Fife och riksdelen Skottland, i den centrala delen av landet, 500 km norr om huvudstaden London. Arean är 0,40 kvadratkilometer.
Terrängen på Inchkeith är platt. Öns högsta punkt är 52 meter över havet. Den sträcker sig 1,1 kilometer i nord-sydlig riktning, och 0,7 kilometer i öst-västlig riktning.